# Remcorp
Remcorp, anciennement connue sous le nom de Remstar, est une société d’investissement privée canadienne, fondée par l’homme d’affaires Maxime Rémillard. Son siège social est situé à Montréal au Québec.

## À propos
L’entreprise a été fondée en 1997. 
Remcorp fait des investissements dans des sociétés œuvrant dans un large éventail de secteurs, dont la technologie, les médias, les services de transport, la santé et le bien-être, l'immobilier et l'agro-technologie. 
Ses activités prennent la forme d'investissements qui sont utilisés entre autres pour financer une transaction ou pour maximiser la croissance d’entreprises, en se basant sur son expérience opérationnelle, financière et transactionnelle. 

## Histoire

### Mission
Remcorp se donne comme mission de développer des stratégies qui maximisent le potentiel de croissance et la création de valeur des entreprises. Elle met l'accent sur l'excellence opérationnelle et une structure de capital efficace.

### Historique
Anciennement connue sous le nom de Remstar, l’entreprise œuvrait à l’origine dans la production et la distribution de produits cinématographiques canadiens et internationaux. Au fil des projets et des années, l’entreprise possède un portefeuille d’investissements diversifiés à plusieurs domaines d’activités.

## Remstar Média
Division de Remcorp, Remstar Média est une société indépendante de divertissement, principalement axée sur la diffusion télévisuelle.
En 2008, Remstar est devenu propriétaire de la station de télévision Télévision Quatre-Saisons (TQS) avant de changer de nom pour V le 31 août 2009. Une nouvelle filiale, Groupe V Média, est créée pour chapeauter la chaîne en 2010. L'achat du réseau TQS par Remstar a impliqué un changement dans la présentation des nouvelles en abolissant entre autres les salles de nouvelles.
En 2013, Groupe V Media a fait l'acquisition de la chaîne MusiquePlus (maintenant ELLE Fictions) et de sa sœur Musimax (maintenant MAX).
La chaîne généraliste V et le Groupe V Média sont rachetés par Bell en mai 2020. Remstar reste cependant propriétaire des chaînes spécialisées MAX et ELLE Fictions qui passent dans la nouvelle filiale Remstar Media.